# Малий Дасос
Малий Да́сос (рос. Малый Дасос) — присілок у складі Юкаменського району Удмуртії, Росія.
Населення — 44 особи (2010; 47 в 2002).
Національний склад (2002):
- бесерм'яни — 70 %